# Asteroide di tipo C
Gli asteroidi di tipo C sono carboniosi, e sono la varietà più comune, intorno al 75% di quelli conosciuti; siccome la loro osservazione risulta molto difficile, è probabile che questa percentuale sia ancora più elevata, come certamente lo è nella parte esterna della fascia asteroidale, ad una distanza di circa 2,7 UA, dove orbitano e dove si sono condensati in regioni più fredde e lontane dal Sole rispetto ai loro simili.

## Caratteristiche

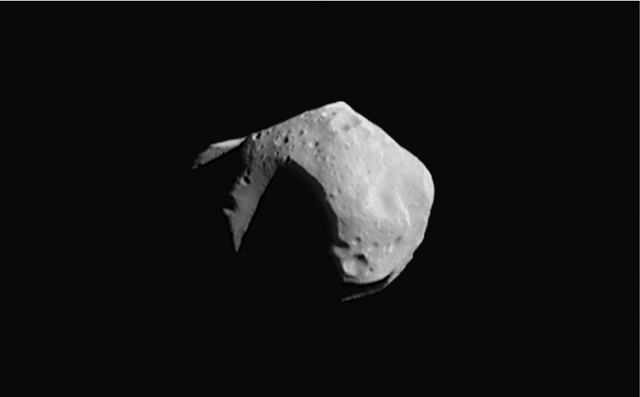
Asteroide Matilde appartenente al tipo C

Questo tipo di corpi celesti è molto scuro, infatti hanno un'albedo di 0,03, riflettono il 3%-4% della luce solare che ricevono e sono simili alle condriti carbonacee.
Hanno la stessa composizione della nostra stella e della nebulosa solare primitiva, ma senza idrogeno, elio e gas volatili; sono presenti composti contenenti acqua, gli idrati.
Questi elementi sono stati trovati analizzando gli spettri della loro luce riflessa che contiene un forte assorbimento ultravioletto ad una lunghezza d'onda di circa 0,4 µm - 0,5 µm, è presente inoltre il caratteristico assorbimento dell'acqua a lunghezza d'onda intorno a 3 µm. Essi non hanno subito cambiamenti da quando si sono solidificati, cioè 4,6 miliardi di anni fa, e sono detti anche i primitivi.
Il più grande asteroide che appartiene inequivocabilmente al gruppo è 10 Hygiea, sebbene la Classificazione SMASS vi includa anche Cerere, che con i suoi 1 000 km di diametro è il più grande asteroide della fascia principale. Altri classificano Cerere come appartenente al gruppo degli asteroidi di tipo G, un sottogruppo di quelli di tipo C.